# Eleonore Sophie von Sachsen-Weimar
Eleonore Sophie von Sachsen-Weimar (* 22. März 1660 in Weimar; † 4. Februar 1687 in Lauchstädt), eine dem Haus Sachsen-Weimar entstammende gebürtige Prinzessin von Sachsen-Weimar, war durch Heirat Herzogin von Sachsen-Merseburg-Lauchstädt.

## Leben
Eleonore Sophie war das dritte der fünf Kinder von Johann Ernst II. (1627–1683), Herzog von Sachsen-Weimar, und der seit 1656 mit ihm verheirateten Christina Elisabeth (1638–1679), Prinzessin von Schleswig-Holstein-Sonderburg, die als Tochter von Herzog Johann Christian (1607–1653) dem Haus Schleswig-Holstein-Sonderburg entstammte. Ihre beiden älteren Schwestern waren Anna Dorothea (1657–1704), eine Äbtissin des Reichsstifts Quedlinburg, und Wilhelmine Christine (1658–1712), die durch Heirat mit Christian Wilhelm (1647–1721) zur Fürstin von Schwarzburg-Sondershausen wurde. Ihre beiden jüngeren Brüder Wilhelm Ernst (1662–1728) und Johann Ernst III. (1664–1707) folgten ihrem Vater formell gemeinsam als Herzöge von Sachsen-Weimar.
Im Alter von 24 Jahren heiratete sie am 9. Juli 1684 in Weimar Philipp (1657–1690), damals ein Prinz von Sachsen-Merseburg. Es war binnen weniger Jahre die dritte Hochzeit zwischen Angehörigen der albertinischen Linie Sachsen-Merseburg und eines ernestinischen Fürstenhauses: Philipps ältere Schwestern Christiane (1659–1679) und Sophie Hedwig (1660–1686) hatten 1677 Christian (1653–1707), Herzog von Sachsen-Eisenberg, bzw. 1680 Johann Ernst (1658–1729), Herzog von Sachsen-Saalfeld, geehelicht. Bald nach der Hochzeit erhielt Philipp 1684 von seinem Vater Christian I. (1615–1691), dem ersten Herzog des sächsischen Sekundogenitur-Fürstentums Sachsen-Merseburg, als Apanage das Amt Lauchstädt. Die Familie residierte fortan auf Schloss Lauchstädt.
Die durch die Heirat Eleonore Sophies mit Philipp begründete Linie Sachsen-Merseburg-Lauchstädt war jedoch kurzlebig, da beide gemeinsamen Kinder früh starben. Auch Eleonore Sophie selbst ereilte im Alter von 26 Jahren ein recht früher Tod – acht Tage nach der Geburt ihres Sohnes, wohl im Zusammenhang mit den Folgen der Entbindung. Sie wurde im Merseburger Dom beigesetzt. Danach heiratete ihr Mann 1688 erneut: Seine zweite und letzte Gattin wurde Prinzessin Luise Elisabeth von Württemberg-Oels (1673–1736), doch auch deren einziges Kind verstarb früh. Daraufhin fiel 1690, drei Jahre nach Eleonore Sophies Tod, das Amt Lauchstädt an Sachsen-Merseburg zurück.

## Nachfahren
1. Christiana Ernestina (* 16. September 1685; † 20. Juni 1689), Prinzessin von Sachsen-Merseburg-Lauchstädt
2. Johann Wilhelm (* 27. Januar 1687; † 21. Juni 1687), Erbprinz von Sachsen-Merseburg-Lauchstädt